# Kanton Pampelonne
Kanton Pampelonne (francouzsky Canton de Pampelonne) je francouzský kanton v departementu Tarn v regionu Midi-Pyrénées. Tvoří ho devět obcí.

## Obce kantonu
- Almayrac
- Jouqueviel
- Mirandol-Bourgnounac
- Montauriol
- Moularès
- Pampelonne
- Sainte-Gemme
- Tanus
- Tréban